# Championnat du Qatar de football 1996-1997
Navigation
Saison précédente Saison suivante
La saison 1996-1997 du Championnat du Qatar de football est la trente-troisième édition du championnat national de première division au Qatar. Les neuf meilleures équipes du pays sont regroupées au sein d'une poule unique où elles s'affrontent deux fois, à domicile et à l'extérieur. En fin de saison, il n'y a ni promotion, ni relégation et les quatre premiers du classement disputent la Prince Crown Cup, qui offre les places en Coupe d'Asie des clubs champions et en Coupe des clubs champions du golfe Persique. 
C'est le club d'Al-Arabi Sports Club, tenant du titre, qui remporte à nouveau la compétition, après avoir terminé en tête du classement final, avec deux points d'avance sur Al-Rayyan SC et cinq sur Al Ittihad Doha. C'est le 7e titre de champion du Qatar de l'histoire du club.

## Les clubs participants
| - Al-Rayyan SC - Al-Arabi Sports Club - Al Ahly Doha - Al Taawun - Al Ittihad Doha - Qatar SC - Sadd Sports Club - Al Shamal - Al-Wakrah Sports Club |

## Compétition

### Classement
Le classement est établi sur le barème de points classique (victoire à 3 points, match nul à 1, défaite à 0).
| Rang | Équipe                   | Pts | J  | G  | N | P  | Bp | Bc | Diff |
| ---- | ------------------------ | --- | -- | -- | - | -- | -- | -- | ---- |
| 1    | Al-Arabi Sports Club (T) | 34  | 16 | 10 | 4 | 2  | 28 | 13 | +15  |
| 2    | Al-Rayyan SC             | 32  | 16 | 9  | 5 | 2  | 21 | 12 | +9   |
| 3    | Al Ittihad Doha (C)      | 29  | 16 | 8  | 5 | 3  | 22 | 14 | +8   |
| 4    | Sadd Sports Club         | 27  | 16 | 7  | 6 | 3  | 19 | 9  | +10  |
| 5    | Al-Wakrah Sports Club    | 27  | 16 | 8  | 3 | 5  | 23 | 16 | +7   |
| 6    | Al Shamal                | 19  | 16 | 5  | 4 | 7  | 22 | 36 | -14  |
| 7    | Qatar SC                 | 15  | 16 | 4  | 3 | 9  | 19 | 19 | 0    |
| 8    | Al Ahly Doha             | 9   | 16 | 1  | 6 | 9  | 18 | 31 | -13  |
| 9    | Al Taawun                | 4   | 16 | 0  | 4 | 12 | 10 | 32 | -22  |

|  | Qualification pour la Prince Crown Cup                     |
|  | Qualification pour la Coupe des Coupes 1997-1998           |
|  | (T) : Tenant du titre (C) : Vainqueur de la Coupe du Qatar |

### Prince Crown Cup

#### Demi-finales
| Équipe 1             | Résultat      | Équipe 2        | Aller | Retour |
| -------------------- | ------------- | --------------- | ----- | ------ |
| Al-Arabi Sports Club | 4 - 4 3-2 tab | Al Ittihad Doha | 3 - 2 | 1 - 1  |
| Sadd Sports Club     | 0 - 1         | Al-Rayyan SC    | 0 - 0 | 0 - 1  |

#### Finale
| Équipe 1             | Résultat      | Équipe 2     |
| -------------------- | ------------- | ------------ |
| Al-Arabi Sports Club | 0 - 0 4-3 tab | Al-Rayyan SC |

- Al-Arabi Sports Club se qualifie pour la Coupe d'Asie des clubs champions 1998-1999 tandis qu'Al-Rayyan SC obtient son billet pour la Coupe des clubs champions du golfe Persique 1997.

## Bilan de la saison
| Championnat du Qatar de football 1996-1997                        |                                 |
| Champion                                                          | Al-Arabi Sports Club (7e titre) |
| Coupes et trophées                                                |                                 |
| Vainqueur de la Coupe du Qatar 1996-1997                          | Al Ittihad Doha                 |
| Qualifications continentales                                      |                                 |
| Coupe d'Asie des clubs champions 1998-1999                        | Al-Arabi Sports Club            |
| Coupe des Coupes 1997-1998                                        | Al Ittihad Doha                 |
| Coupe des clubs champions du golfe Persique 1997                  | Al-Rayyan SC                    |
| Promotions et relégations                                         |                                 |
| Promus en Qatar Stars League                                      | Aucun                           |
| Relégués en Championnat du Qatar de football de deuxième division | Aucun                           |